# Jesper Fisker
Jesper Fisker (født 20. september 1960 i Frederikshavn) er en dansk politolog og embedsmand, der siden 2018 har været direktør for Kræftens Bekæmpelse. Han var fra oktober 2011 til 2018 departementschef i Ministeriet for Børn og Undervisning.
Fisker blev cand.scient.pol. fra Københavns Universitet i 1987 og har senere taget en ph.d.-grad i offentlig forvaltning samme sted. Han kom derefter til AKF som forsker, men påbegyndte allerede i 1993 sin embedsmandskarriere som vicesocialchef i Rødovre Kommune. I 1995 blev han socialdirektør i Brøndby Kommune, og i 2000 kommunaldirektør i Hillerød Kommune. I 2003 blev han administrerende direktør for Københavns Kommune sundheds- og omsorgsforvaltning, og i 2007 administrerende direktør for Sundhedsstyrelsen. Her var han, til han i 2010 blev udnævnt til departementschef i Socialministeriet. Året efter fik han samme stilling i Indenrigs- og Sundhedsministeriet, og senere samme år rykkede han til Ministeriet for Børn og Unge. 
Siden januar 2012 har han været Ridder af Dannebrog af 1. grad.
Han er bosiddende på Frederiksberg.